# .at
A .at Ausztria internetes legfelső szintű tartomány kódja, melyet 1988-ban hoztak létre.
A második szintű tartományok:
- .gv.at – kormányzati intézmények
- .ac.at – akadémiai és oktatási intézmények (regisztrátor: University of Vienna)
- .co.at – társaságok (korlátlan regisztráció)
- .or.at – szervezetek (korlátlan regisztráció)

Lehetséges másodszinten is korlátlanul regisztrálni, a domain hack lehetőségeit is kihasználva, pl.: bo.at.
Nemzetköziesített domain név regisztráció is lehetséges a következő szabályok szerint.